# Орвано (Мачерата)
Орвано (итал. Orvano) насеље је у Италији у округу Мачерата, региону Марке.
Према процени из 2011. у насељу је живело 15 становника. Насеље се налази на надморској висини од 823 м.